# 朱天心
朱 天心(Chu Tienhsin(郵政式)、しゅ てんしん、女性、1958年3月12日 - )は、台湾の小説家である。

## 経歴・人物
高雄県鳳山市（現・高雄市鳳山区）の軍人村出身。台北市立第一女子高級中学卒業後、国立台湾大学に入学、文学部歴史学科を卒業している。15歳から創作をはじめ、新聞・雑誌に小説を発表。外省人の父朱西甯（作家、1927年—1998年）と本省人の母劉慕沙（翻訳家、1935年—2017年）を持つ、いわゆる第2世代の女性作家として、台湾人の記憶・歴史・アイデンティティーを問う作品群で注目を集めている。姉・朱天文と妹・朱天衣も作家となっている。
台湾での重要な現代作家として、聯合報文學獎、洪媽從小說獎、中華文藝協會文藝獎章など、多くの文学賞を受賞している。

## 日本語訳作品

### フィクション
- 「記憶のなかで… (我記録… )」(三木直大/訳) - 『台北ストーリー』(国書刊行会、1999年6月)所収
- 『古都 (古都 )』(清水賢一郎/訳、新しい台湾の文学、国書刊行会、2000年6月)[1]

1. 「古都 (古都 )」
2. 「ハンガリー水 (匈牙利之水 )」
3. 「ティファニーで朝食を (第凡內早餐 )」
4. 「ラ・マンチャの騎士 (拉曼查志士 )」
5. 「ヴェニスに死す (威尼斯之死 )」

### ノンフィクション
- 「台北での対話 ―現代社会における文学」(座談 : 朱天心/舞鶴/松浦理英子/星野智幸、『すばる』2006年4月号 P133-P143 掲載)
- 「日本/台湾は東アジアの一員ではないのか?」(清水賢一郎/訳、『すばる』2006年4月号 P168-P171 掲載)